# 10373 MacRobert
10373 MacRobert este un asteroid din centura principală, descoperit pe 14 martie 1996, de Dennis di Cicco.